# Соціальний бот
Соціальний бот (англ. social bot, скор. англ. socbot) — спеціальна програма (агент), створена для імітації поведінки людей у соцмережах, або реальна людина під вигаданим ім'ям, що виконує завдання інформаційного впливу та формування суспільної думки. Найчастіше до їх використання вдаються інтернет-маркетологи і кіберзлочинці. Головні задачі боту - впливати на думки читача та брати участь в обговоренні. Боти часто працюють у групах (Telegram, Whatsapp, Viber). Повідомлення, які вони поширюють, зазвичай, дуже прості. Соціальні боти спрямовані на пропагування певних ідей або підтримку кампаній.

## Експеримент
Нещодавно група вчених з Університету Британської Колумбії провела масштабний експеримент з виявлення уразливості великих соціальних мереж. Експериментальна частина дослідження тривала два місяці. За цей час, тільки лише з однієї соціальної мережі Facebook, вчені змогли отримати більше 250 ГБ особистої інформації користувачів. Для цих цілей були розроблені близько ста ботів з певним масивом скриптів, за рахунок яких вони могли видавати себе за реальних людей. Програми моментально створювали собі сторінки з фотографіями і особистою інформацією. Також боти могли брати участь в діалогах, періодично міняти статуси і відправляти повідомлення. У підсумку, за два місяці вони змогли відправити 5053 повідомлень на запит персональних даних, у тому числі 80 % мали позитивний результат. Щоб у Facebook не зміг спрацювати захист проти спаму, боти відправляли не більше 25 повідомлень в день. А для того, щоб викликати довіру у своїх користувачів, боти показували, що мають спільних друзів з іншими аккаунтами.

## Види соціальних ботів
Лутц Фінгер виділяє 5 безпосередніх застосувань для соціальних ботів:
- Технічні боти — в їх структурі практично завжди є спеціально прописані програми. Їх основне завдання- накопичення лайків і коментарів під потрібним записом, створення великої маси друзів для збільшення довіри до боту і поширення публікацій через репости. Це найбільш популярний вид ботів, який використовується в будь-яких соціальних мережах: Facebook, ВКонтакті або Instagram
- Бойові боти — створені для зниження репутації або блокування певної сторінки в соціальній мережі, шляхом відправлення великої кількості скарг і негативних коментарів
- Зливні боти — для поширення тієї чи іншої інформації. Спочатку використовуються спеціальні боти, які поводяться як реальні користувачі, але в певний момент починають поширювати інсайдерську інформацію. Таким чином створюється фальшиве джерело іноформації
- Гіперболізовані боти — призначені для викликання довіри клієнтів конкурента- замовника з подальшим створенням антиреклами. З першого погляду фейковий користувач повністю підтримує ідеологію і погляди опонента. Але в певний момент починає поширювати гіперболізовану (перебільшену) інформацію
- Інтелектуальні бойові боти або просто «тролі» — головне завдання такого бота спілкуватися на вузькоспеціалізовану тематику в певній темі. Крім цього, такий бот часто може переходити на образи чи провокаційні висловлювання щодо інших користувачів, тим самим відволікаючи увагу від основної теми бесіди

## Як виявити бота
Аби вберегти себе і не піддатись атаці ботів, Вам потрібно знати деякі ознаки, котрі допоможуть зрозуміти, бот це чи ні
- Акаунт створений недавно, але він активно публікує безглузді фотографії, посилання і записи
- Акаунт створений нещодавно, його веде невідома особа, але на сторінці вже є велика кількість друзів
- Акаунт зареєстрований нещодавно. На ньому немає ніякої інформації і фотографій, але він активно спілкується з іншими користувачами і в групах
- Власник облікового запису ніколи не відповідає на коментарі під власними записами. Найчастіше це будуть саме боти, а дізнатись чи так це є насправді можна викликаючи його на просту переписку
- Акаунт створений вже давно. Довгий час він був неактивним, після чого різко починає публікувати десятки записів в день. Найчастіше це трапляється, якщо акаунт був взломаний.

## Політика в Україні
У 2017 році проєкт Оксфордського університету з алгоритмів, пропаганди та цифрової політики провів дослідження у девʼяти різних країнах, у якому визначив зокрема, що в Україні існує розгалужена система цифрової пропаганди, що діє в соціальних медіа та включає системи збору великих обсягів даних та інструменти маніпулювання громадською думкою за допомогою ботів. З початку повномасштабного вторгнення Росії в Україну СБУ заблокувала в Україні 76 ботоферм. У 2023 році було випущено мінісеріал (4 серії) під назвою «Ботоферма».